# Marie Cantagrill
Marie Cantagrill (França, 1979), és una violinista de concerts i violinista solista francesa.

## Biografia
Marie Cantagrill va començar a tocar el violí quan tenia cinc anys amb Helene Grangaud. Va estudiar en particular a la classe de Philippe Koch al Conservatori Reial de Lieja a Bèlgica, on va obtenir el Diploma Avançat de Violí amb Alta Menció. També va treballar amb Zoria Chickmoursaeva, professora del Conservatori de Moscou, i va seguir la classe avançada d'Igor Oistrakh al Conservatori Reial Superior de Brussel·les a Bèlgica. Ha guanyat concursos nacionals i internacionals de violí (el Concurs Internacional Pierre Lantier de París, el Premi Especial Claude Langevin, el Concurs Vieuxtemps de Bèlgica).
Des d'aleshores Cantagrill ha seguit la seva carrera en solitari, actuant com a solista amb orquestres, en concerts de violí i piano, així com en recitals de violí sol a França i altres llocs.

## Àlbums
Després dels seus dos primers àlbums de violí i piano, que incloïen obres mestres virtuoses i romàntiques ("Marie Cantagrill - Romantic and virtuoso" i "Recital Slave" (amb Véronique Bracco, piano), així com un "Concert per a violí de Txaikovski". i Rimsky-Korsakov Fantasy on Russian Themes Album - enregistrat als Hungarian Radio Studios de Budapest, amb la Budapest Concert Orchestra - cond. Tàmàs Gal, Marie Cantagrill estrena el novembre de 2009 un nou àlbum: "Bach - Partitas n °2 i 3 per a violí sol"(Sonatas i partites per a violí sol)
UN "SINGLE" amb "Bach - Sarabanda en re menor de la Partita n°2". (CD d'1 pista) també s'ha publicat com a avançament del llançament oficial del seu nou àlbum.